# Metahygrobiella
Metahygrobiella là một chi rêu trong họ Cephaloziaceae.